# Чернево (Великоустюгский район)
Чернево — деревня в Великоустюгском районе Вологодской области. Административный центр Орловского сельского поселения и Орловского сельсовета.
Расстояние до районного центра Великого Устюга по автодороге — 75 км. Ближайшие населённые пункты — Орлово, Подборье, Савинское.
По переписи 2002 года население — 318 человек (157 мужчин, 161 женщина). Преобладающая национальность — русские (99 %).
Водяная мельница в Чернево — памятник архитектуры.